# 아트 앤 크래프트 운동
아트 앤 크래프트 운동(Arts and Crafts Movement)은 영국의 시인, 사상가, 디자이너인 윌리엄 모리스(1834년 - 1896년)가 주도한 디자인 운동이다. 미술공예운동 또는 예술 수공예 운동이라고도 한다. 1880년대부터 시작했다.
빅토리아 시대, 산업혁명의 결과로 대량생산에 따른 값은 싸지만 품질이 조악한 상품이 대거 유통되기 시작되었다. 모리스는 이러한 상황을 비판하며 중세의 수작업으로 돌아가 생활과 예술을 통일할 것을 주장하였다. 그리해 모리스 상회를 설립하여 장식을 한 서적(켈름스코트 프레스)이나 인테리어 제품(벽지나 가구, 스테인드글라스) 등을 제작했다.
모리스 상회의 제품은 그러나 값이 비쌌던지라 결국 유복한 계층밖에는 이용할 수 없다는 비판이 있었다. 그럼에도 생활과 예술을 일치시키고자 했던 모리스의 사상은 각국에 큰 자극을 주어 아르 누보, 빈 분리파, 유겐트슈틸 등 각국 미술운동에 그 영향을 찾아볼 수 있다.